# Île Boh
L'île Boh est une île de Nouvelle-Calédonie en baie de Nehue appartenant administrativement à Poum.